# Kurt Ard
Kurt Ard (født Kurt Savigny Nørstrand, 20. december 1925 i København) er en dansk illustrator, maler og grafiker. Han er blevet internationalt kendt for en stor mængde fortællende forsideillustrationer i forskellige ugeblade i 1950'erne, 1960'erne og 1970'erne, blandt andet i Familie Journalen. 
Kurt Ard arbejdede i den samme realistiske malertradition som hans åbenbare forbillede, den afholdte amerikanske illustrator og folkelivsskildrer Norman Rockwell (1894-1978). Kurt Ard var autodidakt og havde en enklere stil, men også han vandt stor anerkendelse hos publikum for sin håndværksmæssige kunnen og folkelige, ofte humoristiske forsideillustrationer. Både Rockwell og Ards forførende hverdagsmotiver er imidlertid blevet anklaget for at være kitsch med sentimental idyl, konservative holdninger og for at være endimensionale med for tydelige pointer. De repræsenterer samtidig noget af det bedste i 1900-tallets illustrationskunst og populærkultur.
Kurt Ard leverede blandt andet bidrag til de amerikanske magasiner Saturday Evening Post, Reader's Digest, McCall's og Modern Maturity, det populære tyske radio- og tv-magasin Hörzu og franske Marie Claire. I Skandinavien huskes hans arbejder særlig fra Familie Journalen.
Kurt Ard er også medlem af Danske populærautorer, blandt andet har han forfattet sangen "Mon Coeur" – både tekst og melodi – til dansk Melodi Grand Prix i 1966, hvor den fik en 2. plads.
Kurt Ard har boet i Sverige og i USA og flyttede i 1972 til Spanien.